# Tina Bara
Pour les articles homonymes, voir Bara.
Tina Bara (née le 18 mars 1962 à Kleinmachnow, près de Berlin en Allemagne) est une photographe allemande et professeur à la Hochschule für Grafik und Buchkunst de Leipzig.

## Biographie
Tina Bara étudie l'histoire et l'histoire de l'art à l'université Humboldt à Berlin de 1980 à 1986. À la même période, ses photographies sont publiés dans des magazines underground est-berlinois tel que Entwerter/Oder. En 1985 a lieu sa première exposition dans la galerie KKH dans le quartier de Treptow. De 1989 à 1989, elle se perfectionne dans le domaine de la télévision à la Hochschule für Grafik und Buchkunst de Leipzig.
Après ses études à Humboldt, elle se met à son compte en tant que free-lance et participe notamment en 1988 au documentaire de la GEFA, flüstern & schreien - Ein Rockreport. L'année suivante, à la chute du mur, elle émigre à Berlin-ouest. Elle devient en 1993 professeur à la Hochschule für Grafik und Buchkunst de Leipzig où elle avait étudié. Depuis 2000, elle forme un duo avec la photographe Alba d'Urbano, et intègre la vidéo à son œuvre.

## Expositions personnelles
- 1985: Fotografien, Galerie im KKH Treptow  (Berlin)
- 1997: Quartier, Studio Bildende Kunst (Berlin)
- 2002: fragile portrait, Städtische Galerie (Sonneberg)
- 2004: Marylin, Galerie Burger (Munich)